# نادي المدينة المنورة
نادي المدينة المنورة الرياضي، هو نادٍ مصري لكرة القدم تأسس عام 1977، يقع مقره في مدينة الأقصر، مصر. يلعب النادي حاليًا في الدوري المصري الدرجة الثانية، ثاني أعلى دوري في نظام الدوري المصري لكرة القدم.